# 自由叙利亚军
自由叙利亚军（阿拉伯語：الجيش السوري الحر），又译叙利亚自由军，有时也称为自由军官运动（阿拉伯語：حركة الضباط الأحرار）是一个在2011年叙利亚反政府示威期間产生的反阿萨德武裝，由政府军变节的軍官創立。2011年7月29日，一个穿军服的人在发布的一个網路影片中宣告他们脱离了政府军并加入了反抗势力，并号召更多政府军士兵加入他们。该组织的创始人是里亚德·阿萨德上校，他宣布他们将与平民站在一起，以致力于同那些攻击平民的政府军作战，以最终推翻阿萨德政權为目标。
2011年9月，自由军与自由军官运动合併，成为一支主要的反对派军事武装。同年11月16日，自由军宣布成立临时军事委员会，声明说：“基于现阶段的需要和叙利亚革命的要求，自由叙利亚军正在建立一个临时军事委员会”，该委员会宣稱目标是“推翻现政权，使叙利亚人民免受压迫，保护私人和公共财产。在阿萨德政权垮台时，避免出现混乱和报复行为。”當時自由軍號稱有3萬人，不過有外界估計其核心力量不超過2千人。
自由敘利亞軍成立时是一个正式的军事组织，但其原有的指挥结构于2015年末解散，該名稱后来被几个不同的叙利亚反对派组织使用。2017年之后，叙利亚北部大多数自由军参加了土耳其的联盟，并改组为被土耳其军队控制的叙利亚国民军。
2024年12月，因反對派武裝聯盟已推翻阿薩德政府，敘利亞國民軍等组织宣告解散並合併於第一屆敘利亞過渡政府，同时叙利亚自由军、叙利亚民主力量等组织仍在与过渡政府谈判以进行整合。

## 歷史

### 宣告成立
在成立的宣言中，里亞德·阿薩德宣稱说成立叛亂军事组织“是出于我们对民族主义和国民的忠诚，是目前为了制止人民不能继续容忍的当局实施的大屠杀以及军队保护非武装的自由平民的职责所在”。“自由军会同叙利亚人团结一道，为人民争取自由和尊严、推翻暴政、保护革命和国家的利益，敢于同只为保护暴政的政府军作战。”
在发言中，他宣称叙利亚部队是“代表了保护暴政的黑帮”，“现在，那些屠杀平民和围攻城市的安全部队将遭到我们合法的还击，我们会在叙利亚各地打击他们这些真正的恐怖分子。”

### 從敘利亞阿拉伯軍叛逃
2012年1月6日，叙利亚军队的将军Mustapha Ahmed el Sheick变节加入了自由军，成为至今职称最高的变节军官。
2012年1月7日，来自于叙利亚空军后勤部的上校Afeef Mahmoud Suleima变节脱离了政府军，跟他一起变节的有至少50名下属成员。一周后，一名来自于霍姆斯省Qusayr市的指挥官变节加入自由军。
Mostafa Ahmed al-Sheikh将军于2012年1月12日接受路透社采访时说，自从冲突爆发以来已有20,000名政府軍士兵变节成为反抗军，自由军也控制了一些地区。他说：“如果我们再有2.5万到3万名变节士兵的话，那么即使我们只有轻武器和一些火箭炮，我们分成6到7个小部队与当局部队展开游击战，或许在一年到一年半的时间内将会取得最终胜利”，他也表示有许多变节士兵选择与他们的家人聚集在了一起，而非加入到了反抗军的战斗中。
1月29日，发生于大马士革周边的激烈冲突显示又有比较大的变节行动发生，这次有至少两名军官和数百名士兵加入了自由军。
2月21日，有报道叙利亚空军司令Fayez Amro（他生于霍姆斯Bab Amr地区，是一名土耳其裔）变节投向自由军。另一名情报军官也变节到了土耳其境内。同时有一名原来效力于化学武器部门的变节中尉表示政府軍在Bab Amr地区使用了化学武器。另有报道，一名将和他的200名属下士兵在伊德利卜变节加入反对派。
截止2012年1月底，估计自由军的人數最多为4萬人。
2012年3月9日，有四名叙利亚军队的将军、上校变节加入自由军，并已经进入土耳其境内。而在前几天，已有两名将军和四名上校共六名军官变节成为反对派。一名变节的军官告诉记者说：叙政府正在拘留、扣押逊尼派军官，他说有大约有2000名逊尼派军队指挥官已被当局拘留关押。5月24日，203个政府军变节加入反对派，其中包括3名军官。一名自由军军官表示，自由军目前已经遍及叙利亚的各个地区。
6月19日，自由军呼吁“库尔德人兄弟”加入反抗巴沙尔政权，并保证说库尔德人在未来民主的叙利亚将会得到公平对待。
6月21日，一名叙空军飞行员驾驶米格-21戰鬥機变节到了约旦并寻求政治避难。6月22日，来自于伊德利卜省的5名军官变节，分别为2名将、2名上校以及一名战斗飞行员。6月23日，又有三名战斗飞行员变节到了约旦。
2012年7月1日，包括数名军官在内的85个政府军变节到了土耳其，随行的还有他们的家人。7月5日，因不能容忍大量平民被杀，叙利亚共和国卫队的一名高级军官、前国防部长Mustafa Tlass（1972至2004年担任叙国防部长，是阿薩德政府的核心成员）之子Manaf Tlass变节到了土耳其，与他一起变节的还有另外23名军官。7月11日，叙利亚驻伊拉克大使Nawaf al-Fares变节加入了反对派，他是到目前為止已变节的最高级别外交官。
2012年7月16日，包括多名军官在内的总共525名政府军变节加入革命派进入到了土耳其，截止目前在土耳其已经有18位变节的将军。主管负责叙軍化学武器的前指挥官Adnan Silu变节加入反对派。他对Asharq al-Awsat说，反对派已经控制了叙利亚全国60%的地区，并且需要北约有限的军事干预以推翻巴沙尔，“只要北约从空中袭击两次总统府，这样我们就可以控制所有叙利亚城市。”

### 組織解體和國民軍的崛起
2014年起，隨著伊斯蘭國在敘利亞和伊拉克攻城掠地，自由敘利亞軍的地盤大多被其侵佔，而努斯拉陣線等基地組織分支也收編了大量自由軍部隊，自由敘利亞軍開始分裂。
2017年，自由叙利亚军进一步分裂。在叙利亚临时政府旗帜下活动的叛军派系重组并合并为一个统一的武装团体。反对派临时政府领导人兼国防部长贾瓦德·阿布·哈塔布在阿勒颇省阿扎兹镇会见温和派叛军指挥官后宣布该团体正式成立。新成立的武装团体拥有22000名战士，其中一些由土耳其训练和装备。此後的很長一段時間內，敘利亞國民軍作為土耳其雇傭軍活動，攻擊庫爾德人領導的敘利亞民主力量，並參與利比亞等國的武裝衝突。
2018年起，隨著叙利亚阿拉伯军在俄羅斯支持下对德拉省的反對派武装发动大规模军事打击，敘利亞南部的自由軍殘部「南方陣線」逐漸喪失對當地的控制權，与此同时，阿薩德政權經俄罗斯方面的斡旋，通過与反政府武装的谈判實現「和解」。然而，德拉省的小規模衝突持續。

### 阿薩德政權垮台後
2024年12月，阿萨德政府垮台后，自由叙利亚军创始人里亚德·阿萨德返回叙利亚首都大马士革。他表示，自由叙利亚军（FSA）一直与领导推翻阿萨德政权的伊斯兰组织“沙姆解放组织”（HTS）密切合作。

## 战术
自由军主要采取游击战来对抗敘政府軍的重型武器部队。
为了鼓动政府军变节加入他们，他们埋伏袭击巡逻士兵并射杀政府军的指挥官，然后向对方传送一些鼓励变节的信息，这是因为许多士兵是逊尼派的，而指挥官大多数是阿拉维派（即跟总统家族属于同一教派的什叶派的分支）的。自由军也为了保卫大街上的示威者，打击抗议者附近出现的民兵如有名的沙比哈（shabiha）。
在代尔祖尔、拉斯坦和Abu Kamal，自由军也与政府軍发生过巷战，不过由于双方火力相差悬殊，自由军没有取得任何进展。政府軍还使用空袭的方式来对付位于哈马、霍姆斯、拉斯坦、代尔祖尔和德拉的自由军。

## 武器

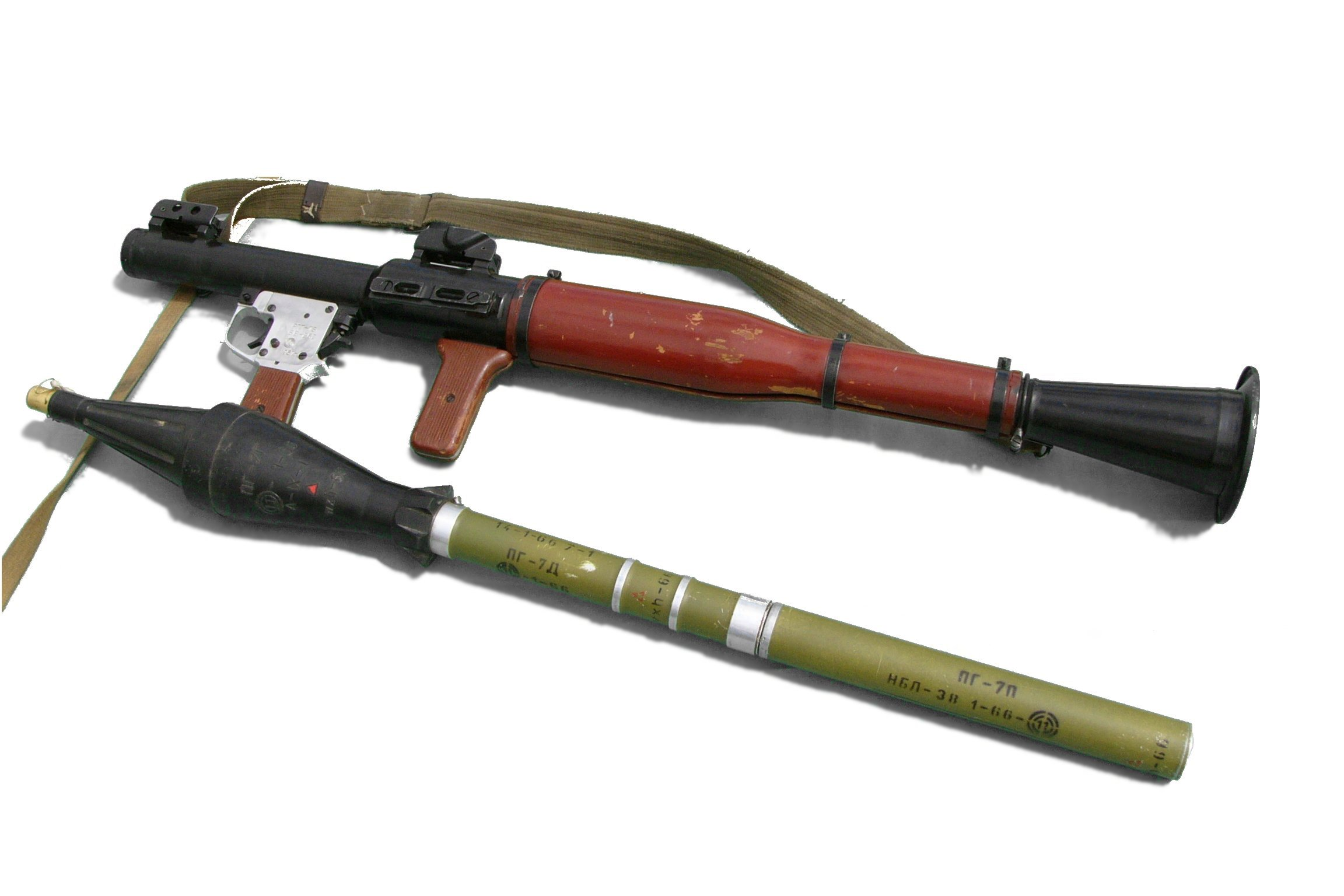
自由军成员使用RPG-7成功摧毁政府軍不少坦克和装甲车

自由军主要使用AK-47和RPG-7。因为他们缺少空中掩护，所以他们不得不放弃使用装甲车。他们携带轻武器活动于城市、乡村和边界地带。为了获得武器弹药供给，他们需要攻击检查站的政府軍士兵和军事仓库。他们也会在黑市上购买武器，这些武器主要是由走私贩从外国和本国貪腐的政府軍士兵手中购买到的。虽然有报道说有军事仓库销售各种武器，但是自由军害怕诱捕而不会去买。除了AK-47外，自由军也使用M16突擊步槍、FN FAL自動步槍、霰彈槍、HK G3自動步槍、PK通用機槍和飞弩-6便携式防空导弹。
报道显示，一些变节士兵也为自由军带来了少量坦克。
由于自由军具备有限数量的武器，所以总司令里亞德·阿薩德寻求国际社会提供支持以帮助他们保护叙利亚人民。
2012年2月24日，自由军宣布他们已经从海湾国家与邻临国首次获得了轻武器和通信器材的资助，这些物资由流亡海外的叙利亚人购买，他们强调他们得到的只是数量有限的轻武器。
8月1日，联合国叙利亚监督团证实，冲突双方在阿勒颇地区交战中均使用了重型机枪、大炮与坦克等重型武器。说明自由军已装备重型机枪、大炮及坦克等重武器。这些武器有的是从政府军手中缴获的，也有不少地对空导弹是从土耳其获得的。
2013年6月下旬，自由军发言人穆克达德在多哈举行的“叙利亚之友”会议前夕告诉法新社说：“我们已经获得大量新型武器，其中包括一些我们所要求的。我们相信这将扭转地面作战的形势。”他表示反对派已将这些新型武器分发给前线士兵，不过他并没有说明所获的武器类型及其来源，他说未来几天内还会有一批新武器运到。而在前几天，美国政府已经宣布将对反对派进行直接军事援助。

## 活跃地区
根据报道，自由军活跃的地区包括西北部的伊德利卜省与阿勒颇省，中部的霍姆斯省、哈马和拉斯坦，南部的德拉与Houran，东部的Dayr al-Zawr与Abu Kamal，以及大马士革周边地区。其中自由军在霍姆斯省、哈马这些地区有超过9个以上的战斗旅。起初自由军使用游击战以达到歼敌的目的，而并不苛求占领一些地区。不过到了2011年末期，自由军也控制了一些地方，例如伊德利卜省的不少地区。
2012年1月下旬，自由军在经过战斗后控制了大马士革省的Zabadani。1月21日，自由军还暂时控制了大马士革附近的Douma。自由军也控制了叙第三大城市霍姆斯三分之二的面积已达3个月。1月，大马士革附近的郊区Saqba也曾被自由军控制过一周。
2月下旬，伊德利卜市大部分已被自由军占领，反对派的旗帜在该市竖立了许多。自由军于2012年初的目标就是要首先动摇叙当局对一些地区的控制权。
7月4日，一名自由军发言人表示，反对派已经控制了叙利亚大约40%的地区。7月9日，NBC报道，反对派在过去的一、两周明显占领了不少地区，目前他们已经控制了许多农村地区。7月16日，主管负责叙部队化学武器的前指挥官 Adnan Silu 变节加入反对派，他表示反对派已经控制了叙利亚全国60%的地区。
8月中旬，叛逃到约旦的叙前总理希贾卜在安曼告诉记者说，阿萨德政权目前岌岌可危，当局现在只控制了30%的国家领土。他说：“叙利亚政权目前只控制30%的叙利亚领土，在军事，经济和道德上已经瓦解……根据我的经验和我担任的职务，我可以向你保证，阿萨德政权已经分崩离析。”
9月22日，总司令里亚德·阿萨德表示，自由军核心指挥部已经从土耳其移到叙利亚境内的解放区，自由军领导层同属下各个旅、营将确保这些解放区的安全，他们未来的目标是解放大马士革。目前叙土边境近八成村镇已经脱离当局控制。

## 外国支持
2011年11月27日，利比亚过渡政府派军事领导人贝勒哈吉与自由军的领导人在土耳其伊斯坦布尔举行了会面，贝勒哈吉表示利比亚愿意提供金钱和武器给自由军以表达他们对兄弟国家的人民寻求解放的支持。11月29日，至少600名利比亚国民解放军战士通过土耳其进入了叙利亚境内。他们为叙反对派提供包括通讯、后勤、人道主义事务以及重武器方面的专家，并管理训练基地与讲授战术。
12月1日，据法国《TTU》杂志报道：法国对外安全总局和法国总参谋部特别行动指挥部在密切磋商未来在叙境内的地面军事行动计划。法国“OKNARANCHINA报网”报道：一批法军已抵达土耳其和黎巴嫩北部地区，正等待上级开始与自由军合作、训练自由军进行游击战和巷战的命令。“今日埃及人”网引用一位法国军方高官的话说“法国向叙利亚叛军提供实际支持，还有一个目的，那就是加快叙利亚政府军的分裂，使更多的叙利亚军倒戈，同时也向叙利亚军方和安全机构领导人发出了清晰信号：巴沙尔政权即将垮台，你们应该在这艘破船沉没前尽快离开。”
2012年2月，英国外交大臣威廉·黑格表示，英国准备向自由军提供先进的通信设备，以帮助他们协调作战行动，不过并没有说要提供武器。一周之后，Saudi Gazette引用一名匿名的巴林官员的话报道：海湾合作委员会正在考虑承认自由军为为代表叙利亚的合法机构。8月，报道显示英国已向反对派提供了医药、通讯、防弹衣和摄影机（用于“记录战争罪行”）等“非致命性物资援助”。
2012年2月底，海合会与自由军进行了一场广泛的对话，内容是要提供武器支持给自由军。自由军领导人于3月表示他们还没有受到海湾国家的资金、武器或设备援助，《华尔街日报》采访Riad Asaad时他表示道：“我们还没有获得国际社会实际的支持”，“我们只是举行了一些对话而已”。尽管自由军表示他们要依靠自己的力量反抗当局的统治，但是他们还是希望能得到国际社会的武器支持，因为自由军与政府军的装备相差太过悬殊。
3月1日，科威特国会宣布支持自由军。4月初，海湾国家宣布他们开始资助自由叙利亚军，并为反对派士兵和变节官兵发放薪水。6月10日，有许多科威特人加入了自由军的队伍。
7月下旬，据报道沙特阿拉伯、土耳其和卡塔尔三国政府在土耳其东南部城市阿达纳建立了一个秘密联络中心，以为自由军提供通讯和武器方面的帮助。该中心是沙特副外长Abdulaziz bin Abdullah在访问土耳其时建议成立的。同时，美国总统奥巴马已签署密令，授权中央情报局等美国多个部门为叙反对派提供支援。而之前美国已向反对派提供了医疗和通讯设备物资援助，不过并未提供致命性武器。法国也为反对派控制的城市提供了非致命性援助，如重建水源供应、面包店和学校，以帮助这些城市自给自足。
9月底，黎巴嫩媒体报道称，2012年美国总统大选过后，美国政府就会武装叙反对派，以最终推翻巴沙尔政权。
2013年6月下旬，在卡塔尔举行的的“叙利亚之友”会议上，与会的欧美国家和阿拉伯国家的11国（美国、英国、法国、德国、意大利、土耳其、埃及、沙特、阿联酋、约旦、卡塔尔）部长同意紧急援助叙反抗军，他们也谴责真主党、伊拉克和伊朗的战士协助巴沙尔政府的部队，呼吁这些部队撤出叙利亚。

## 编制与指挥官
自由军公布有以下一些指挥机构：
- 里亞德·阿薩德上校，总指挥官
- Ahmed Hijazi上校，副指挥官
- 陆军上尉Ibrahim Majbur，Hurriya营 营长
- 陆军上尉Ala Al Din，Qashush营 营长
- 上尉Riyad Ahmad，Samer Nunu营 营长
- 上尉Ayham al-Kurdi，Qashoush营 营长
- 上尉，Omari营 营长
- 上尉Abdelaziz Tlass，Khalid Bin Walid营 营长
- 陆军少尉Abdul Satar Yunsu，Hamza Khatib营 营长
- 陆军少尉Mazen al-Zein，Qassam营 营长
- Maher Al-Rahmoun，Moawiyah Bin Abi Sufian营 营长
- Ammar Al-Wawi，Ababeel营 营长
- Youssef Yahya，Harmoush营 营长
- Muhammad Tayseer Ousso，Suqur营 营长
- Wassim al-Khalid，Abu Obeidah bin Al-Jarrah营 营长

### 军营
截止2011年10月，自由军已有22个军营，这些营地遍布叙全国的13个省份：
- Khalid bin Walid营 (霍姆斯市)
- Hamzah Al-Khateeb营 (伊德利卜市)
- Al-Harmoush营 (伊德利卜省)[94]
- Salaheddine Al-Ayoubi营 (Jisr ash-Shugur)
- Qashoush营 (哈马市)[95]
- Aboul Fidaa营 (哈马省)
- Saad Bin Moaz营 (哈马省)
- Moawiyah Bin Abi Sufian (大马士革市)
- Abu Obeidah bin Al-Jarrah营 (大马士革省)
- Houriyeh营 (阿勒颇市)
- Ababeel营 (阿勒颇省)
- Omari营 (德拉/Hauran)
- Sultan Pasha Al-Atrash营 (苏韦达省)
- Qassam营 (Jableh)
- Suqur营 (拉塔基亚)
- Samer Nunu营 (巴尼亚斯)
- Mishaal Tammo营 (卡米什利)
- Odai Al-Tayi营 (哈塞克)
- Omar Ibn al-Khattab营 (代尔祖尔市)[96]
- Moaz Al-Raqad营 (代尔祖尔省)
- Allahu Akbar营 (代尔祖尔省)
- Ahmad Nayif Al-Sukhni营 (拉卡)

## 军事行动

### 2011年

#### 9月
9月下旬，叙政府军在坦克和直升机的掩护支持下，对已被反对派控制两周的拉斯坦进行了一次大的进攻。有报道说该地有许多脱离政府军的变节士兵，自由军宣布他们在战斗中已经破坏了17辆政府军的装甲车。Al-Harmoush旅也宣布他们消灭了80名政府军。一名变节军官表示有超过100名军官和数千名士兵已经脱离政府军，尽管他们中的许多人并没有参加与政府军的战斗而是待在家中或躲藏了起来。在拉斯坦的战斗是双方战斗的时间最长且最激烈的一场战役，经过一周的交战后，自由军从该地撤退，并转移到了土耳其与叙的边境地区。

#### 10月
10月13日，在叙南部的Harra发生了交战，导致2名自由军和6名政府军死亡。在巴尼亚斯的交火共导致14人死亡，包括平民和双方士兵。
10月17日，在黎巴嫩边境附近的Qusair镇，5个政府军被打死；在Hass镇的交火有17人受伤。黎巴嫩组织表示当天大约有11名政府军死亡。
10月20日，反对派表示在霍姆斯附近的Burhaniya双方士兵发生了战斗，导致7个士兵死亡，以及2辆装甲车被毁。
26日，反对派表示在霍姆斯附近的Hamrat村，有9个政府军被反抗军发射的火炮炸死。
29日，反对派表示在霍姆斯有17名政府军在战斗中被自由军击毙，其中包括一名高级指挥官，两辆军用卡车被破坏。法新社稍后表示在那次战斗中有20名政府軍士兵死亡，53人受伤。法新社也报道说在土耳其边境的冲突中，10个政府军和1个反抗军死亡。

#### 11月
1日，有许多变节士兵在Idlib的Kafroma村出现，并打死一些安全部队，具体数量不清楚。
5日，在伊德利卜的战斗导致至少9人死亡，其中包括抗议者和4名Shabeeha成员。同一天，叙国家电视台SANA报道说有13名安全部隊士兵和警察被武装分子打死。SANA还说在大马士革的Kanaker，有4个警察在与一个武装组织的战斗中受伤，一名武装分子死亡。
10日，大马士革出现了不少交火，至少9名变节军中有3人被部队打死。在霍姆斯以南3公里处的Maaret al-Numan镇Has区的检查点，有5个政府军被变节军打死。
11日，路透社报道说有26个士兵死亡，而叙国家媒体则说至少有20个政府軍士兵死亡。
截止13日，地方协调委员会LCC报道说截止13日的11月中共有20个士兵死亡，而叙人权观察则说有超过100人死亡，叙国家媒体SANA报道的死亡数字是71。
14日，34个政府军和12个自由军在德拉的战斗中死亡，此外也有23个平民死于这次交火。
15日，在哈马省的一个检查点，8个政府士兵在一次袭击中死亡。
16日，位于大马士革边缘地带的一个空军情报机构受到袭击，造成至少6个政府軍士兵死亡，20个受伤。自由军表示是他们的人员使用机枪和火箭炮发动了这次袭击。一名西方国家的外交官表示这次袭击“具有大的象征意义并呈现出新的战术策略”。
17日，自由军袭击了位于伊德利卜的复兴党建筑。叙国家新闻机构SANA报道说：三名政府军被炸死，一名军官严重受伤，两名执法人员受伤。
18日到19日，SANA报道说“武装恐怖分子”在Maarat al-Numan的一次袭击中打死3名政府军，10名“恐怖分子”被俘获。
22日，自由军宣布他们打死了8名政府军。4名在德拉附近躲藏以及1名在黎巴嫩边境附近躲藏的政府軍逃兵被政府軍殺死。
24日，據報有至少24人死於與敘利亞安全部隊的衝突中，大多數死者死於拉斯坦和霍姆斯。
11月25日，自由军袭击了霍姆斯省的一处军事基地，打死10名空军士兵。
11月26日，自由军在伊德利卜与安全部队的交火中打死8名政府军。
11月29日，在叙北部地区自由军打死3名、俘获2名政府军。
30日，叙人权观察表示：7名政府軍士兵在德拉省Dael镇的战斗中死亡。

#### 12月
12月1日，有更多的变节士兵加入了自由军，自由军也对拉塔基亚的空军情报机构展开了袭击，双方交火持续了3个小时，8名空军人员死亡。在黎巴嫩边境的Talkalakh村也有重型枪火的声音。
3日，7个政府军（其中有1名军官）、5名变节士兵以及3个平民在伊德利卜省交战中死亡。
4日，有至少12个来自一个情报机构的秘密警察变节，这似乎是巴沙尔核心圈的首次叛变。在伊德利卜市中心的夜晚发生了由变节士兵攻击空军情报机构引发的枪战，双方有10人死伤。在霍姆斯的激烈交战中有至少5名自由军死亡，1个受伤。
5日，自由军在德拉省的Dael打死4名政府军，其中包括一名军官。
7日，双方士兵在伊德利卜的Saraqeb镇的广播中心附近激战，一辆政府军运输车被毁。同时，黄昏时分政府军在该镇的边缘地区的一个房屋内逮捕了3个活动家。
9日，一辆坦克在霍姆斯被毁。4个变节士兵死于战斗。
10日，安全部队攻击举行葬礼的人群，然后与自由军发生交火，有至少12人死亡。在西北部的Kfar Takharim镇有两辆军用运输车在燃烧。
12月11日，在黎巴嫩边境附近，有超过20辆来自于第12装甲旅的坦克在围攻Busra al-Harir镇。在南部乡村Busra al-Harir附近，有3辆军用运输车在燃烧。此外，南部其他地区也有交火。
自由军告诉记者，在霍姆斯一名将军官Salman al-Awaja由于拒绝向al-Quseir地区的民众开枪而于10日被处决，因此导致Salman领导的该军内部许多士兵发生叛变，随后变节士兵与效忠政府的士兵发生了冲突。
在Kfar Takharim的冲突中有2人死亡，2辆装甲车被毁。
12日，在伊德利卜省，有3个平民和2个变节士兵在冲突中死亡。
在伊德利卜省Ebita的战斗从11日夜晚持续到12日凌晨。士兵至少一死一伤。
13日，自由军在伊德利卜省打死10个政府軍士兵，这是为了报复11名平民被部队打死而展开的袭击，其中包括一名军官。
14日，政府軍在霍姆斯朝一个运载平民的车开火，导致5人死亡，而自由军为了报复平民被杀，袭击了4辆政府軍吉普车，打死8名士兵。
15日，自由军袭击了位于大马士革南部的政府軍驻地机构，导致27名政府軍士兵死亡，自由军死亡人数不确定。在德拉省的黎明时分，三个检查站发生了军事冲突。
叙官方SANA报道说：12月8日到15日有68名政府軍士兵死亡。
17日，自由军的一名陆军中尉被杀。
19日，自由军在伊德利卜省的Kensafra 村和 Kefer Quaid村抵抗政府軍的进攻过程中遭到了巨大的损失，活动家表示有72名自由军战死，而政府軍只有3人死亡。
20日，活动家表示共有100名变节军死伤。后来黎巴嫩人权组织活动家Wissam Tarif表示共有163名变节士兵、97名政府軍士兵以及9个平民在当天的战斗中死亡。
12月21日，有报道自由军已经控制了伊德利卜附近的一些城镇和乡村。
24日，报道自由军坚守的霍姆斯Bab Amr地区遭到政府軍的袭击，2名自由军士兵死亡。
28日，在德拉省Dael村附近的一条公路上，自由军与政府軍发生了一分钟的交火，4名政府軍士兵死亡。

### 2012年

#### 1月
1月1日，在大马士革附近的Reef Damascus镇，政府軍为抓捕变节士兵，双方发生了交火。
8日，在德拉省的Basr al-Hari镇，双方部队冲突导致许多人死亡，其中包括11名士兵。
14日，叙人权观察报道，自由军与政府軍在霍姆斯的Hula地区交火。
1月中旬，自由军为了占领叙与黎巴嫩边界的Zabadani镇（属于大马士革省）与政府軍交战，该地距离大马士革仅14公里远。最终双方停火分别撤军。
1月26日，大马士革郊区Douma已经被反抗军控制，这些反抗军由武装的平民志愿者和变节军组成，主要使用步枪和手榴弹。由于有越来越多的政府军变节加入反对派，因此反對派也開始擁有坦克。自由军的发言人表示，1月28日有超过100名政府軍士兵变节，並带来了三辆坦克。
29日到30日，超过2000名政府軍在超过50辆坦克的掩护下，进攻被反抗军控制的大马士革周边地区。到了30日夜晚，政府軍已经重新控制这些郊区，自由军则被迫撤退转移。有10名自由军和8名政府军于30日战死，有2名变节士兵死于首都的Rankus郊区。另有报道说当天有19个平民和6个自由军死于郊区。而28日到30日这三天共计100人在这些地区死亡。当天活动家报道，于2011年8月下旬被叙特种部队俘虏的自由军的创始人之一的陆军中尉Hussein Harmush，已经于前几周被当局处决。

#### 2月
2月1日，政府軍继续在大马士革周边行动。在首都西北方的Wadi Barada地区有14名自由军陣亡。在Deir Kanoun和Ein al Fija镇也有冲突发生。SANA报道，在德拉武装分子攻击一辆军用巴士造成1死2伤后，部队打死11名、打伤2名武装分子。Al-Watan报纸报道，各有27名和15名反抗军在霍姆斯和Rastan死亡。
2月4日凌晨，自由军在霍姆斯袭击一个检查点打死10名政府軍士兵后，政府军对霍姆斯进行炮击和轰炸，造成至少200多平民死亡，1000多人受伤，许多房屋被毁
2月5日，叙人权观察报道，在西北部的伊德利卜省和南部的德拉省双方发生了交火，2个平民和9个士兵在伊德利卜死亡。
自从2月13日开始，在霍姆斯省的Al-Qusayr双方发生了激烈交火。起初自由军占领了一处安全机构并打死了5人。其他政府軍士兵使用四辆坦克进攻反对派。不过，其中一辆坦克和30个士兵变节投入反对派，后来自由军将其他政府军赶出该镇并控制了该地。他们表示在战斗中有20名政府军被打死，另外80个士兵逃跑。而自由军中有1人死亡、6人受伤。

#### 3月
3月1日，經過了27天的轟炸后，在缺乏弹药、水源和食物的条件下，自由军決定从Baba Amr地区「戰術性撤退」以確保居民安全，不过有4,000个居民拒绝离开该地区。政府軍隊順利進駐該地，而炮擊過程中有2名外國記者喪生。
3月3日，自由军宣布他们当天在大马士革郊区的游击战斗中打死了100多名政府军。当天在伊德利卜省，位于Abu Athuhoor军用机场的50个士兵准备乘坐飞机变节，不过被效忠政府的部队发现，其中47人被处决，只有3人成功逃跑。。
3月11日，自由军与政府軍首次在首都大马士革核心区Rukn Al-Din发生交火。

#### 4月
4月20日，国家电视台报道说在库奈特拉有10个政府軍士兵被反对派打死。
4月28日，在大马士革和拉塔基亚的冲突中，有数百名政府軍士兵变节加入反对派。9个政府軍士兵和反对派士兵在冲突中死亡。此外，反对派在拉塔基亚附近采用水陆两栖的方式攻击了政府軍。
4月30日，20个政府军死于伊德利卜的三次连环爆炸。

#### 5月
5月2日，包括两名上校在内的15个政府軍士兵、2名反对派士兵，死于阿勒颇省的一次冲突。
5月14日，23个进攻Rastan的政府軍士兵被自由军打死，之后政府軍猛烈袭击Rastan。
5月20日，自由军在大马士革中部对政府軍发动广泛的袭击。Kafer Souseh、Mezzeh、Malki 和Ruk al Adn这几个地区都发生了密集的交火。自由军大马士革委员会宣布，Al Sahabeh营实施的一次军事行动成功暗杀了八名巴沙尔·阿萨德政府内政部与国防部的核心军官成员。叙内政部长Mohammed Shaar则否认有高官遭到暗杀，也否认在首都发生了猛烈的交火。叙人权观察报道，复兴党伊德利卜地方分支领导人Adib Habb al-Rumman已被自由军暗杀。该组织也表示，自由军在最近的几周加大了对叙执政当局的长官与军官的暗杀力度。
5月21日，在政府軍进攻阿勒颇Atrarib的过程中，有至少11个自由军士兵和31个政府軍士兵死亡。

#### 6月
6月2日，有61名政府軍士兵在冲突中死亡。
6月3日，至少80名政府軍士兵被反对派打死。
6月7日，叙人权观察报道，24个政府軍士兵被自由军打死，其中包括一名在德拉被暗杀的上校。
6月8日，自由军与政府軍在中部大马士革发生激烈交火。政府軍也继续炮轰中部霍姆斯。
6月9日，SANA报道，超过150名政府军、警察和执法人员在本周被反对派士兵打死。
6月9日，13个反对派士兵（其中10人死于霍姆斯省）和28个政府軍士兵死亡。
6月10日，至少16个政府軍士兵死亡。自由军曾短暂地攻占了霍姆斯北部的al-Ghanto防空基地，并收获了大量的武器和弹药。后来该基地被政府軍武装直升机摧毁。
6月11日，叙人权观察报道，有至少7个反对派士兵和23个政府軍士兵死亡。
6月12日，联合国维和行动负责人Herve Ladsous表示，叙利亚目前的局势已经成为全面内战。当天有17个政府軍士兵死亡。
6月13日，自由军领袖Riad Assad宣布，自由军从Al Heffeh拉塔基亚战略撤退。至少21个政府軍士兵死亡。
6月16日，16个政府軍士兵当天被打死。自由军宣布重新控制了al-Bayada。
6月17日，26个政府官员被杀，其中包括一名在大马士革被暗杀的陆军中尉。
6月18日，28个政府軍士兵在冲突中死亡，主要发生在夜间。有报道指俄罗斯军事顾问正在叙境内帮助叙政府军训练如何使用俄式武器，俄罗斯也正在向叙利亞政府运送武器和提供帮助。
6月19日，政府軍与自由军在拉塔基亚省的库尔德山地区（Kurdish Mountain）发生了一系列冲突，导致多人伤亡。一名反对派领导人表示战斗导致5名反对派士兵和28名政府軍士兵死亡。在20日又有大量人员受伤和多人被俘。
6月20日，8名反对派士兵死亡。35名政府执法人员被杀，还有一名长官在大马士革被暗杀。
6月21日，至少10个反对派被杀，其中5人死于德拉，一名变节指挥官死于伊德利卜。54个政府执法人员在冲突中被杀。
6月22日，SOHR报道，包括一名变节上尉在内的6到10名反对派被杀，其中2人死于霍姆斯。总计41个政府軍士兵死亡，其中包括26名在阿勒颇省西部死亡的Shabiha。
6月24日，28个政府执法人员被杀，其中27人死于冲突中，1人死于IED袭击。
6月25日，31个政府軍士兵死亡，其中一些人死于伊德利卜和德拉的IED袭击。至少5名反对派死亡。
6月26日，至少7个反对派士兵死亡，其中包括一名死于哈马省的上校。46个政府軍士兵死亡，大多死于交火中。280个政府軍官兵在伊德利卜的一个主要公路点变节，随后他们同忠于政府的部队战斗，冲突导致一架直升机被击落，六辆坦克被摧毁。
6月27日，SOHR报道，15个反对派士兵被杀（5个死于德拉，9个死于伊德利卜）。至少57个政府軍士兵死亡。
6月29日，自由军俘获了政府軍的两名高官：少将Farag Shehada与一名情报机构的准将。当天有23个政府軍士兵被杀，其中5人死于拉塔基亚的一辆军用卡车上。
6月30日，有27个政府軍士兵在Rankous死亡。

#### 7月
7月3日，25个政府軍士兵死亡。
7月4日，一名自由军发言人表示，反对派已经控制了叙利亚大约40%的地区。当天有包括3名指挥官在内的34个政府軍士兵被杀。
7月6日，在反对派撤退后，政府軍控制了伊德利卜省的Khan Sheikhoun镇。当天有6个反对派士兵死亡，其中3人死于伊德利卜；27个政府軍士兵被杀，其中包括一名死于阿勒颇的中尉。
7月7日，13个反对派死亡，其中5人死于阿勒颇：一名变节中尉死于阿勒颇，一名变节上校死于伊德利卜的爆炸，一名变节警官死于大马士革农村；21个政府軍士兵死亡。
7月8日，17个反对派死亡，5人死于霍姆斯，1个军官死于德拉省；36个政府軍士兵死亡。
7月9日，6个反对派死亡；36个政府軍士兵死亡：一名军官死于伊德利卜，10个士兵死于代尔祖尔针对装甲车的袭击中。
7月11日，包括三名指挥官在内的28个政府軍士兵死亡。
7月12日，叙政府表示，有3名政府軍士兵在攻击Tremseh行动中被杀。
7月13日，32个反对派死亡，其中有一名陆军中尉死于阿勒颇，18个战士在伊德利卜死于与政府軍的交火中。37个政府軍士兵被打死。
7月14日，包括一名中尉在内的24个反对派死亡：8个死于阿勒颇，10个死于霍姆斯，一名变节警官死于代尔祖尔。39个政府軍士兵被杀：13个死于阿勒颇，其中有1名军官；12个死于伊德利卜省的卡车袭击中。
7月15日，16个反对派死亡：包括一名指挥官在内的2个战士死于代尔祖尔al-Omar石油地区的冲突中。41个政府軍士兵被杀。革命派开始针对首都大马士革发起代号为“大马士革火山与叙利亚地震”（"Damascus volcano and Syrian earthquake"）的解放行动。
7月16日，在首都大马士革南部的Midan与Tadhamon地区，连续第二天发生了激烈冲突。叙国家电视台报道，政府軍在战斗中打死了超过80名反对派士兵。反对派则在17日表示他们打死了70名效忠政府的士兵和武装分子，並击落了一架武装直升机。
7月18日，在大马士革发生了一次针对国家安全总部大楼的自杀式炸弹袭击，造成叙国防部长Daoud Rajha与巴沙尔的姐夫、国防部副部长阿塞夫·蕭卡特死亡，包括内政部长穆罕默德·易卜拉欣·沙爾在内的许多政府高官受伤。这起袭击事件由巴沙尔核心圈的一名保镖实施。反对派宣称他们实施了这次袭击行动。SOHR报道，当天有62个政府軍士兵与28个反对派死亡。
7月19日，反对派宣布他们已经完全控制了阿勒颇省的阿扎茲市（位于叙与土耳其边境）。而据报道，反对派已经夺回许多于2012年3月份失去的城镇。叙与土耳其的三个边境路口地带已被反对派控制。半島電視台证实，反对派又于20日控制了边境路口Bab al Hawa。反对派也控制了叙与伊拉克的所有边境枢纽。当天有98个政府軍士兵和63个反对派死亡：各有15个死于哈马与伊德利卜，14个死于大马士革农村，6个死于霍姆斯省（其中有一位军官）。

### 2014年及以後
2014年2月，自由敘利亞軍以「過去數月的軍事指揮陷入癱瘓」為理由，宣佈解除薩利姆·伊德里斯的軍事領導人職務，由阿卜杜勒·伊拉·貝希爾接替。
2014年8月，自由敘利亞軍在阿勒頗省處於兩面受敵的形勢，既要抵抗政府軍，又接連被伊斯兰国武裝分子擊敗。
2015年6月，《国际财经时报》宣稱自從伊斯蘭國於2014年在敘利亞戰場冒起後，自由敘利亞軍已經「煙消雲散」，並稱殘餘的自由軍已經加入了由征服軍和「南方陣線」組成的聯盟，與它們一起進攻大馬士革以南的德拉。
2015年9月30日起，自由敘利亞軍開始遭到俄羅斯空軍的空襲。2015年11月，半島電視台報道自由敘利亞軍因資金不足，有士兵只得50美元月薪，有時甚至完全發不出工資，引致一些自由軍士兵開小差。2015年12月，美國戰爭研究所表示自由敘利亞軍仍在阿勒頗和哈馬一帶以及敘利亞南部存在。土耳其智庫Omran Dirasat於同月估計自由敘利亞軍仍有35,000名戰士，當中27個較大的派系平均各有1,000名戰士。
2016年8月，土耳其為了阻止庫爾德族主導的敘利亞民主力量在幼發拉底河以西奪取更多土地，出兵協助自由敘利亞軍進攻伊斯蘭國在土敘邊境以南的控制區，阻止敘利亞庫爾德族在敘利亞北部建國。在土軍支援下，自由敘利亞軍奪取了土敘邊境以南、處於敘利亞東北部和西北部兩個主要的庫族控制地區之間的大片土地。土耳其總統埃爾多安在9月宣稱考慮把敘利亞北部受土耳其保護的「安全區」擴大至5,000平方公里。
2017年，土耳其為了抗衡日漸壯大的敘利亞庫爾德族武裝，加強支援自由敘利亞軍，為1萬名自由軍人員提供訓練，並向他們每人發放300美元月薪。

## 批評
2012年有媒體指出自由敘利亞軍成分複雜，其內混有宗教極端組織成員和刑事罪犯。一些反對派武裝人员殘暴對待政府軍俘虜和支持巴沙爾政府的平民，甚至隨意處決。反對派侵犯人權的作為，被批評與他們對巴沙爾政府提出的指控不遑多讓。
2015年有評論指所謂的「敘利亞溫和反對派武裝」早已不復存在，他們不是改投努斯拉陣線或伊斯蘭國等恐怖組織就是已被擊潰，只是西方國家繼續幻想有「溫和反對派武裝」存在。
2016年，Malise Ruthven引用Marc Lynch的《The New Arab Wars: uprising and Anarchy in the Middle East》一書，形容敘利亞反對派由於「部族主義」和倚靠不同的外國金主而「分裂得不可救藥」。Lynch形容自由敘利亞軍與「一個包含各種各樣的地方防衛隊、意識形態思潮和只顧自身利益的軍閥的組合」相差無幾，「它可以真實行使的指揮權和控制權極為有限，也沒有多大能力制定和執行一套有連貫性的軍事戰略。」